# Marina Lvovna Sztyepnova
Marina Lvovna Sztyepnova, szül. Marina Rovner (orosz nyelven: Марина Львовна Степнова, szül.: Марина Ровнер; – Jefremov, Tulai terület, Szovjetunió, 1971. szeptember 2. –) orosz író, lapszerkesztő, a kortárs orosz irodalom külföldön is elismert alkotója. Moszkvában lakik.

## Életpályája
A Moszkvától kb. 320 km-re délre fekvő kisvárosban, Jefremovban született. A családdal – anyja orvos, apja, Lev Jakovlevics Rovner katonatiszt – 1981-ben a Moldáv Szovjet Szocialista Köztársaság fővárosába, Kisinyovba költözött, ott végezte a középiskolát. Orvosnak készült, végül mégsem az orvosi egyetemre jelentkezett. A kisinyovi egyetem bölcsészkarán folytatta tanulmányait három évig, de a Szovjetunió felbomlásakor elhagyta Moldáviát és a moszkvai Gorkij Irodalmi Intézetben tanult tovább. Ott diplomázott 1994-ben, majd a moszkvai Gorkij Világirodalmi Intézet aspiránsa volt. 
Az irodalomban először költőként jelentkezett, de csakhamar áttért a prózára. Első publikációit vagy lánykori nevén, vagy első férje után Konyeckaja név alatt közölte. (Első férje, Arszenyij Jurjevics Konyeckij (1968–2016) akkor már ismert költő volt, az elsők között nyerte el a Jeszenyin-díjat, 1996-ban.) Később második férje (Sztyepnov) nevét vette fel. Szergej Jeszin, a moszkvai Gorkij Irodalmi Intézet rektora naplójában megemlíti: 
„Arszenyij Konyeckij elvált Marina Rovnertől és neve nem található a sajtóban. (…) Marina férjhez ment valamilyen nagy magán nyomozóügynökség tulajdonosához és jelenleg főszerkesztője annak a folyóiratnak, ahová barátja, Oleg Korosztilev vitte be (XL).”
Marina Sztyepnova előbb főszerkesztője volt a Tyelohranyityel (Телохранитель, jelentése: 'testőr') című biztonsági szaklapnak, majd 1997-től 2014-ig munkatársa, illetve vezető szerkesztője az XXL című férfiaknak szóló folyóiratnak. Ugyanott vezető szerkesztő volt testvére, Vjacseszlav Rovner (1964) is.

### Irodalmi munkássága
Jelentősebb elbeszélése először 2000-ben jelent meg a Nasa Ulica (A mi utcánk) című folyóiratban (Románc) Azóta számos jelentős irodalmi folyóirat közölte és közli elbszéléseit (Novij Mir, Zvezda, Sznob). Fordítóként egy drámafordítása ismert. Mihail Sebastian Steaua fără nume [A névtelen csillag] című darabját ültette át románból oroszra.
Jelentős figyelmet kapott már a 2005-ben megjelent első regénye is, a Хирург (Hirurg, jelentése 'sebész'). A 2011-es Lazar asszonyai (Женщины Лазаря) pedig azonnal a sikerlisták élére került, irodalmi díjakat nyert, sok idegen nyelvre lefordították. Magyarul 2014-ben jelentette meg az Európa Könyvkiadó Goretity József fordításában.
2020-ban megjelent Сад (A kert) című regényét beválogatták a Nagy Könyv díj 2021. évi döntős „rövid listá”-ba. 

## Művei (válogatás)
- 2000 – Романс
- 2003 – Чёрная кошка
- 2004 – Бедная Антуанетточка
- 2005 – Хирург (regény)
- 2011 – Женщины Лазаря (regény)
- 2012 – Где-то под Гроссето
- 2012 – Старая сука
- 2012 – Милая моя Туся
- 2014 – Безбожный переулок (regény)
- 2020 – Сад (regény)

### Magyarul
- Lazar asszonyai; ford. Goretity József, Európa, Budapest, 2014
- Város a szakadék szélén; ford. Teleki Anna; Európa, Budapest, 2023
- A kert; ford. Teleki Anna, Európa, Budapest, 2025